# Siempreviva (partida de ajedrez)
|       |       |       |       |       |       |       |       |    |  |
|       | a8    | b8 rd | c8    | d8    | e8    | f8 kd | g8 rd | h8 |  |
| a7 pd | b7 bd | c7 pd | d7 bl | e7 bl | f7 pd | g7    | h7 pd |    |  |
| a6    | b6 bd | c6    | d6    | e6    | f6 pl | g6    | h6    |    |  |
| a5    | b5    | c5    | d5    | e5    | f5    | g5    | h5    |    |  |
| a4    | b4    | c4    | d4    | e4    | f4    | g4    | h4    |    |  |
| a3    | b3    | c3 pl | d3    | e3    | f3 qd | g3    | h3    |    |  |
| a2 pl | b2    | c2    | d2    | e2    | f2 pl | g2 pl | h2 pl |    |  |
| a1    | b1    | c1    | d1 rl | e1    | f1    | g1 kl | h1    |    |  |
|       |       |       |       |       |       |       |       |    |  |

La Siempreviva es una famosa partida de ajedrez, disputada en Berlín en 1852 entre Adolf Anderssen y Jean Dufresne.
Anderssen era uno de los jugadores más fuertes de su época, y se le consideraba como el campeón del mundo tras ganar el torneo de Londres de 1851. Dufresne, un popular autor de libros sobre ajedrez, era un maestro de nivel considerable, aunque algo menor.
Fue una partida informal, al igual que la Inmortal.

## Partida en notación algebraica
Blancas: Adolf Anderssen - Negras: Jean Dufresne, Berlín, 1852. Gambito Evans (C52)
- 1. e4 e5
- 2. Cf3 Cc6
- 3. Ac4 Ac5
- 4. b4!? Axb4
- 5. c3 Aa5
- 6. d4! exd4
- 7. 0-0 d3?!
- 8. Db3! Df6
- 9. e5 Dg6
- 10. Te1 Cge7
- 11. Aa3 b5?!
- 12. Dxb5 Tb8
- 13. Da4 Ab6
- 14. Cbd2 Ab7?!
- 15. Ce4 Df5?
- 16. Axd3 Dh5
- 17. Cf6+!! (17. Cg3 +-)
- 17... gxf6
- 18. exf6 Tg8!
- 19. Tad1!? (19. Ae4 +-)
- 19... Dxf3? (19... Tg4!, 19... Ad4! =)
- 20. Txe7+! Cxe7!? (20... Rd8)
- 21. Dxd7+!! Rxd7
- 22. Af5+ Re8
- 23. Ad7+ Rf8
- 24. Axe7++

Anderssen eligió una arriesgada combinación que podría haberle complicado la partida, aunque su brillantez la convirtió en una de las más famosas de la historia del ajedrez.